# Відрука
Ві́друка (ест. Vidruka küla) — село в Естонії, у волості Ляене-Ніґула повіту Ляенемаа.

## Населення
Чисельність населення на 31 грудня 2011 року становила 105 осіб.

## Географія
Територією села тече річка Таебла (Taebla jõgi).
Через населений пункт проходить автошлях 9 (Еесмяе — Хаапсалу — Рогукюла).

## Історія
До 27 жовтня 2013 року село входило до складу волості Таебла.